# Aphis unaweepiensis
Aphis unaweepiensis är en insektsart som beskrevs av Hottes 1948. Aphis unaweepiensis ingår i släktet Aphis och familjen långrörsbladlöss. Inga underarter finns listade i Catalogue of Life.